# Romeo Venturelli
Romeo Venturelli (né le 9 décembre 1938 à Sassostorno, dans la province de Modène, en Émilie-Romagne - mort le 2 avril 2011) est un coureur cycliste italien. 

## Biographie
Professionnel entre 1960 et 1973, Romeo Venturelli a notamment remporté la deuxième étape contre-la-montre du Tour d'Italie 1960 devant Jacques Anquetil, ce qui lui a permis d'endosser le maillot rose pendant une journée. Il s'est par ailleurs imposé sur le Tour du Piémont en 1965.

## Palmarès

### Palmarès amateur
- 1957
  - Tour de Lombardie amateurs
- 1958
  - Coppa 29 Martiri di Figline di Prato
  - Gran Premio Ezio Del Rosso
  - 5e du championnat du monde sur route amateurs
- 1959
  - Gran Premio della Liberazione
  - 4ea (contre-la-montre), 8e et 12ea (contre-la-montre) étapes de la Course de la Paix
  - Coppa Giulio Burci
  - 3e de la Course de la Paix

### Palmarès professionnel
- 1960
  - 6eb étape de Paris-Nice (contre-la-montre)
  - 2e étape de Menton-Rome
  - 1re étape du Tour de Romandie
  - 2e étape du Tour d'Italie (contre-la-montre)
  - Trophée Baracchi (avec Diego Ronchini)
  - 6e du Tour de Lombardie
  - 9e du Tour de Romandie
- 1965
  - Tour du Piémont
  - 2e du Tour de Sardaigne
  - 2e du Grand Prix de Saint-Raphaël
  - 3e de Milan-Turin

## Résultats sur les grands tours

### Tour d'Italie
3 participations
- 1960 : abandon (5e étape), vainqueur de la 2e étape (contre-la-montre),  maillot rose pendant un jour
- 1961 : abandon
- 1965 : abandon